# Aureolus von Aragón
Aureolus († 809) war ein Amtsträger der Karolinger in der Spanischen Mark im frühen 9. Jahrhundert. Sein Name deutet auf eine romanische Abstammung hin.
Die fränkischen Reichsannalen nennen Aureolus für das Jahr 809 als Graf in dem „Gebiet zwischen Spanien und Gallien jenseits der Pyrenäen“ mit dem Zuständigkeitsbereich über die Städte Huesca und Saragossa, welche allerdings unter maurischer Kontrolle standen. Er war wohl in oder kurz nach 806 in dem Gebiet um Pamplona und Jaca (Aragón) eingesetzt worden, als die Bewohner von Pamplona sich erfolgreich von der maurischen Besatzung befreit und dem Schutz des Frankenreichs unterstellt hatten. Jedenfalls starb Aureolus im Jahr 809, was den maurischen Wali von Saragossa, Amrus ibn Yusuf, zu einem Angriff auf sein Amtsgebiet ermutigte.
Nach Aureolus werden Velasco Velásquez (Pamplona) und Aznar I. Galíndez (Aragón) als Grafen in seinem Gebiet genannt.